# پارگلیا
پارگلیا (به ایتالیایی: Parghelia) یک کومونه در ایتالیا است که در استان ویبو والنتیا واقع شده‌است. پارگلیا ۸٫۰ کیلومتر مربع مساحت و ۱٬۳۸۳ نفر جمعیت دارد و ۷۵ متر بالاتر از سطح دریا واقع شده‌است.

## نگارخانه

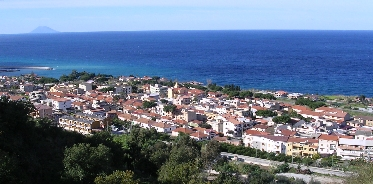
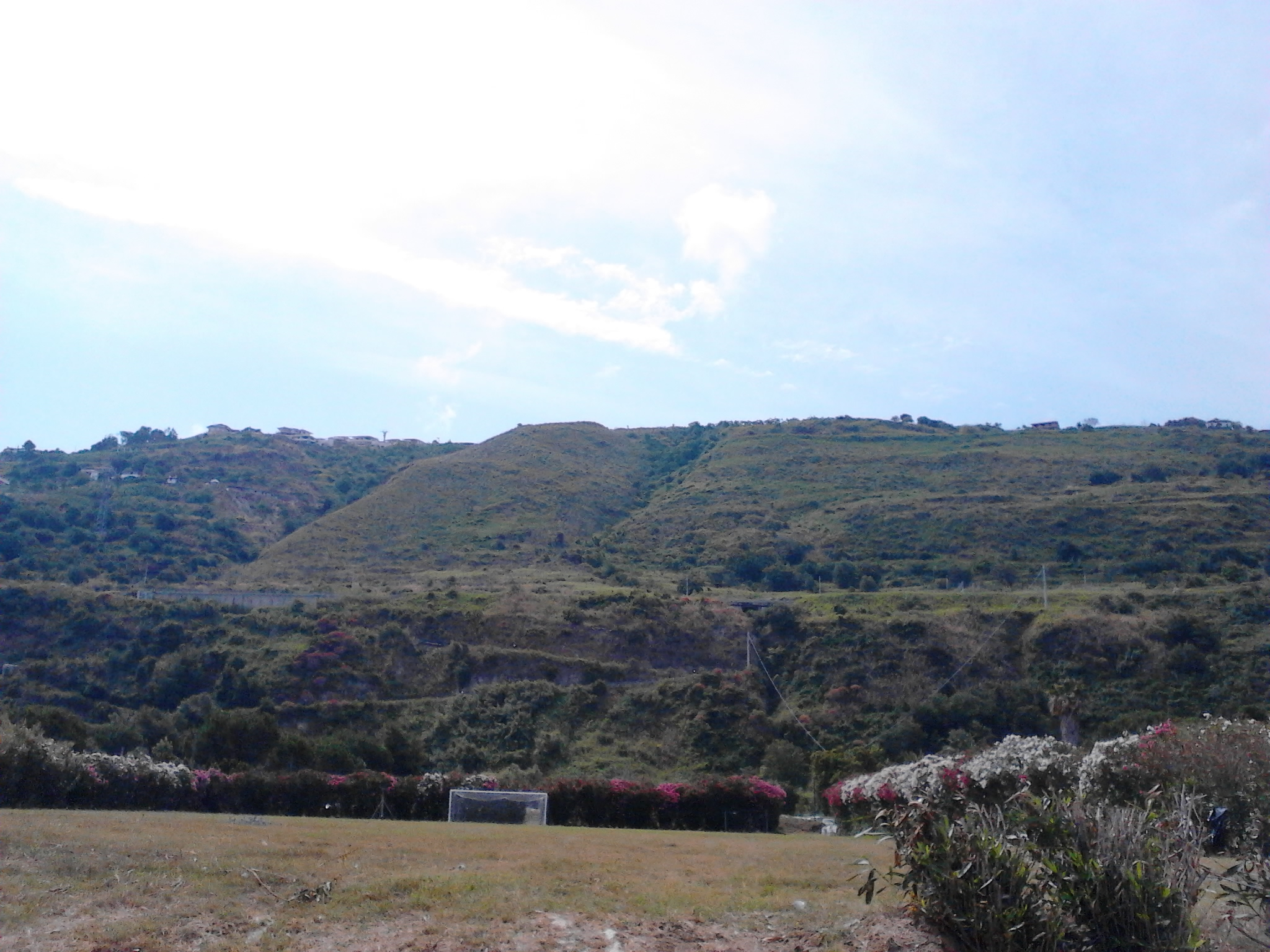
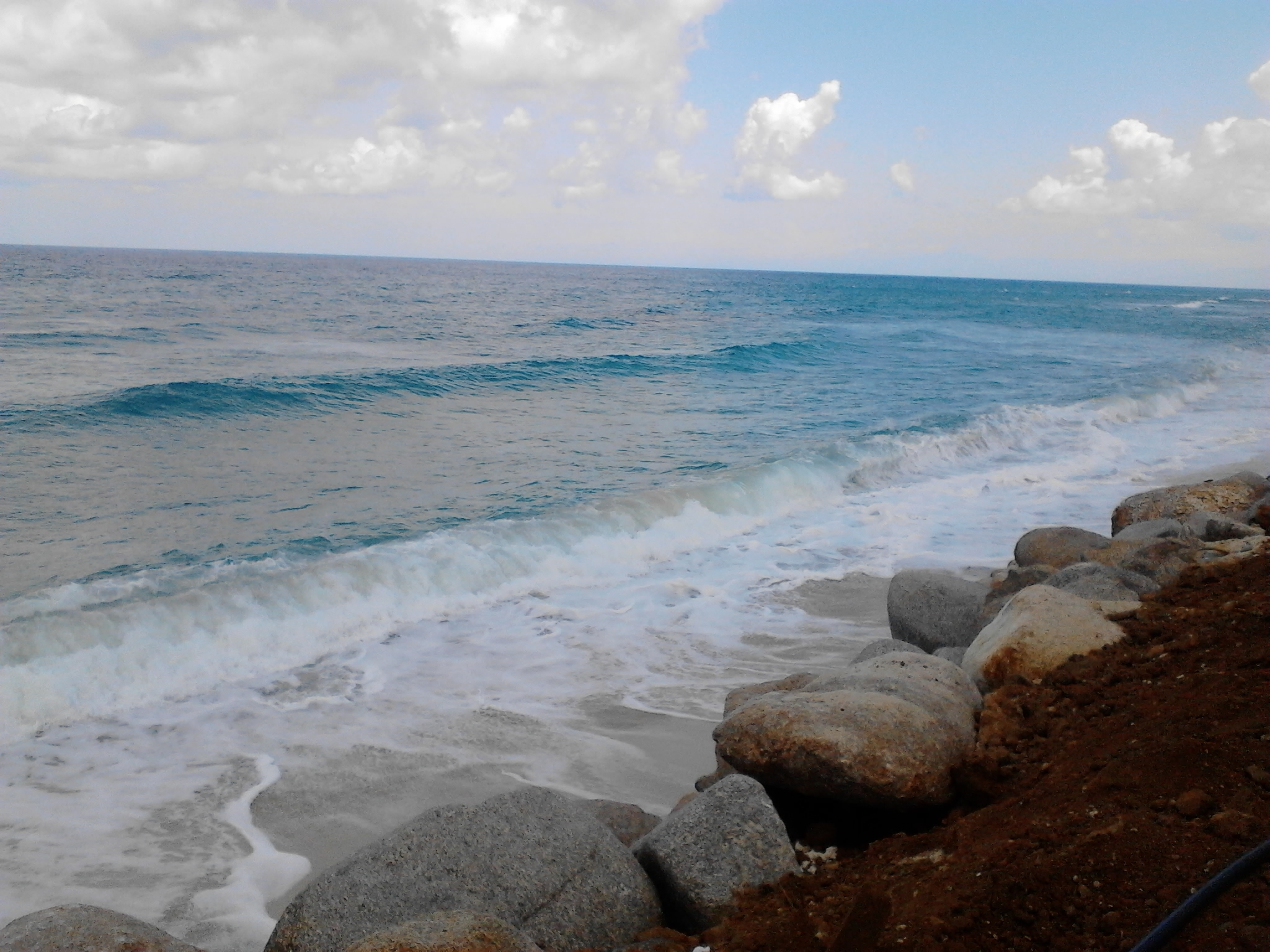
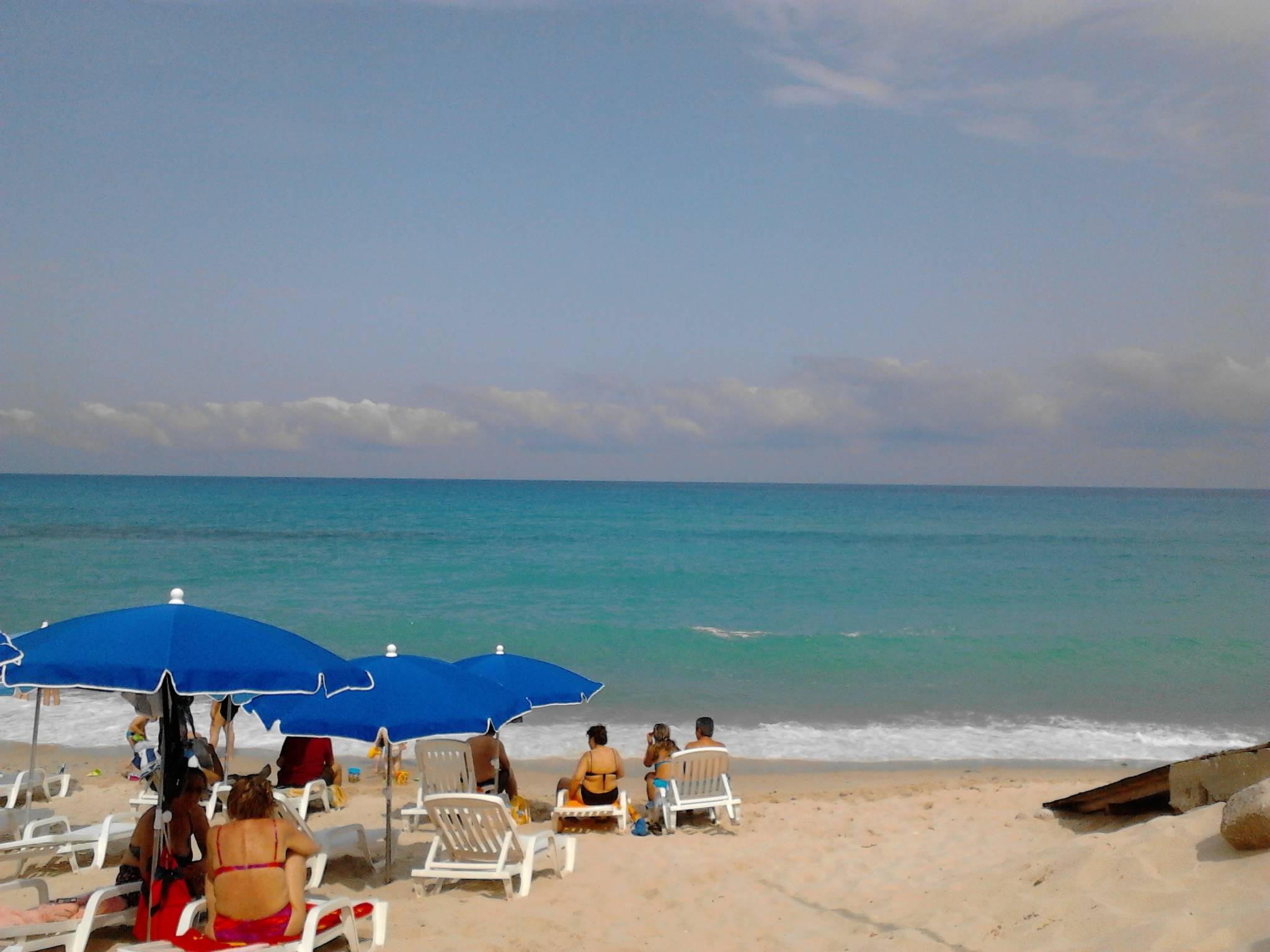
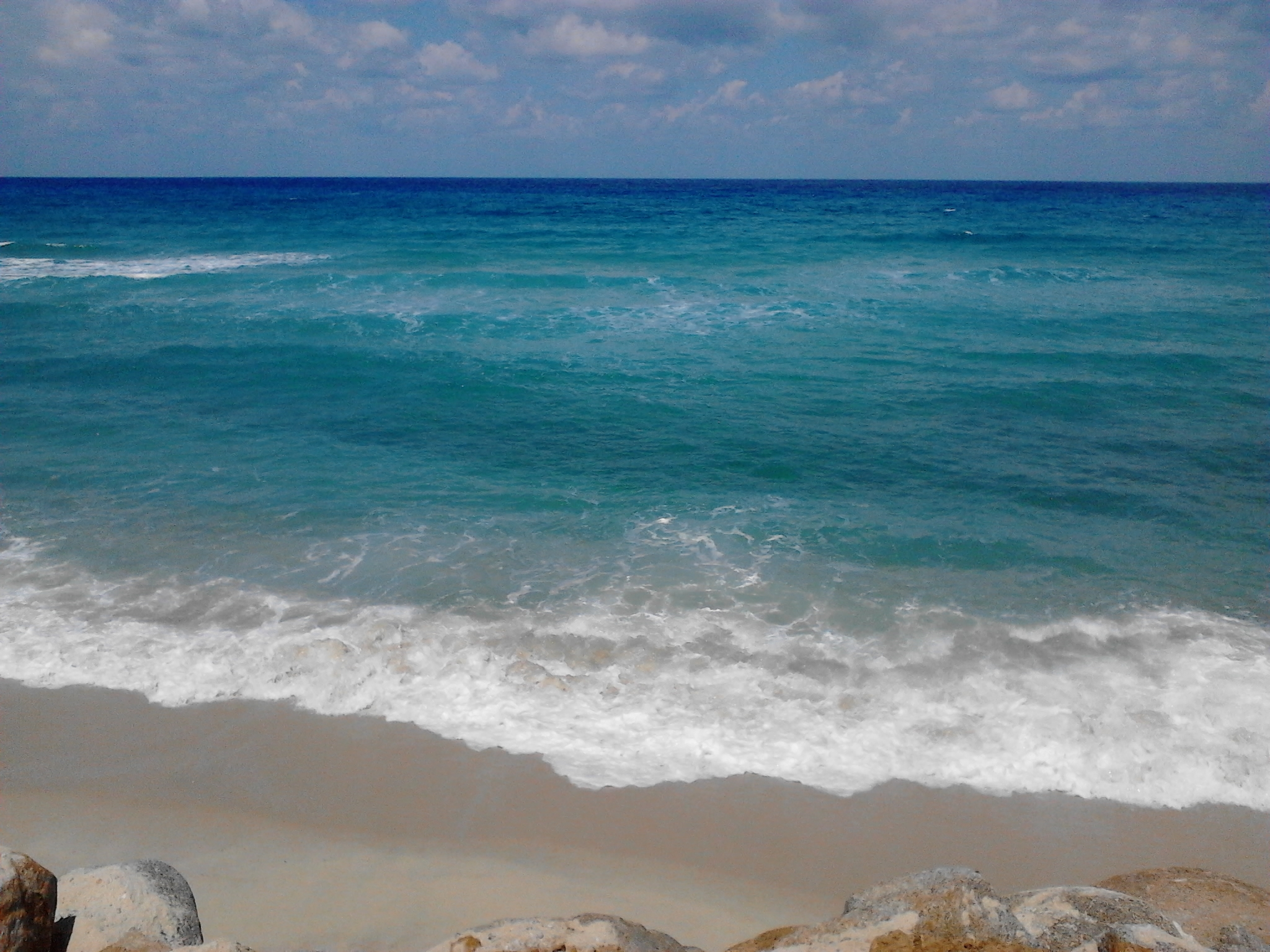
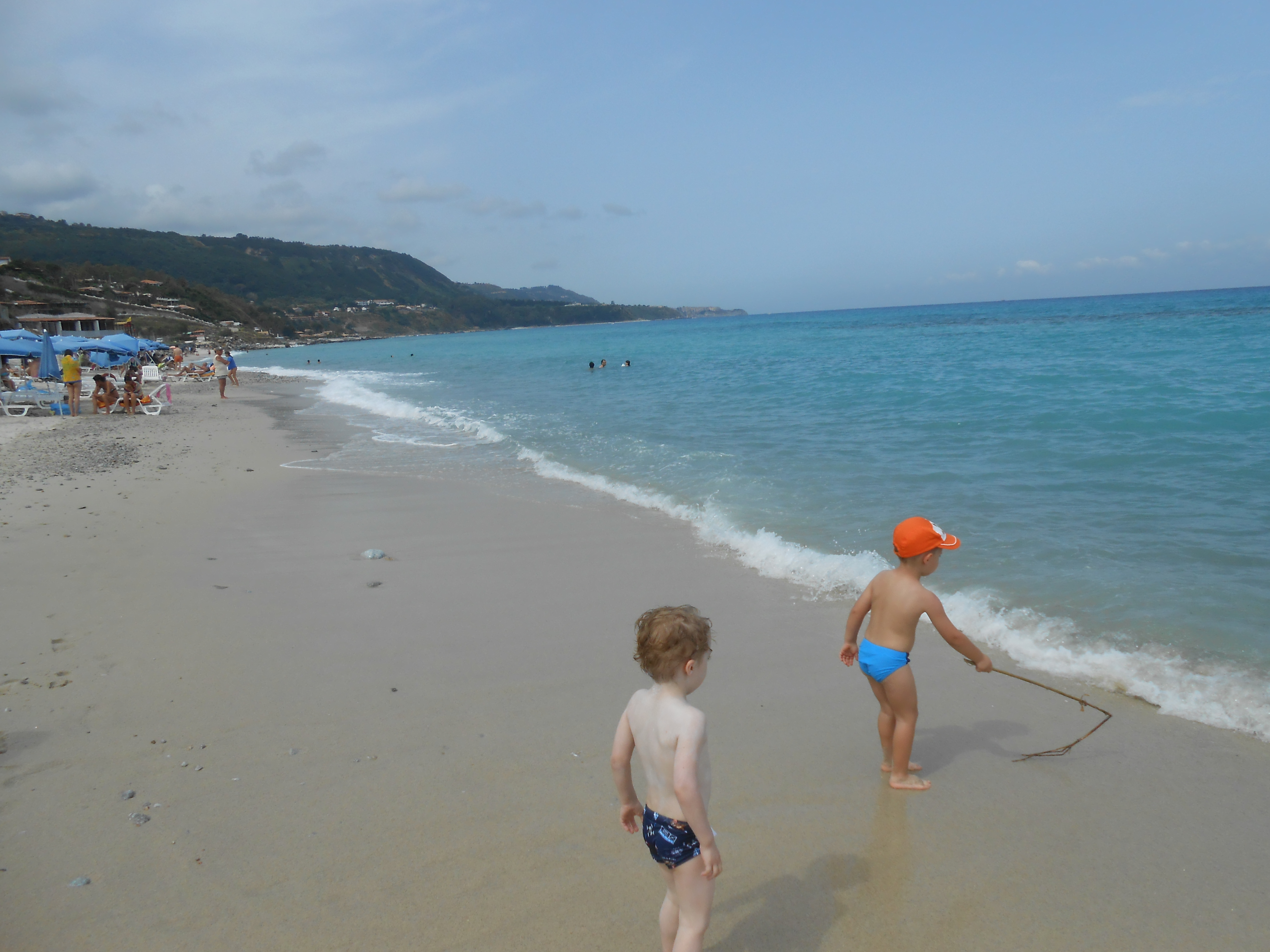
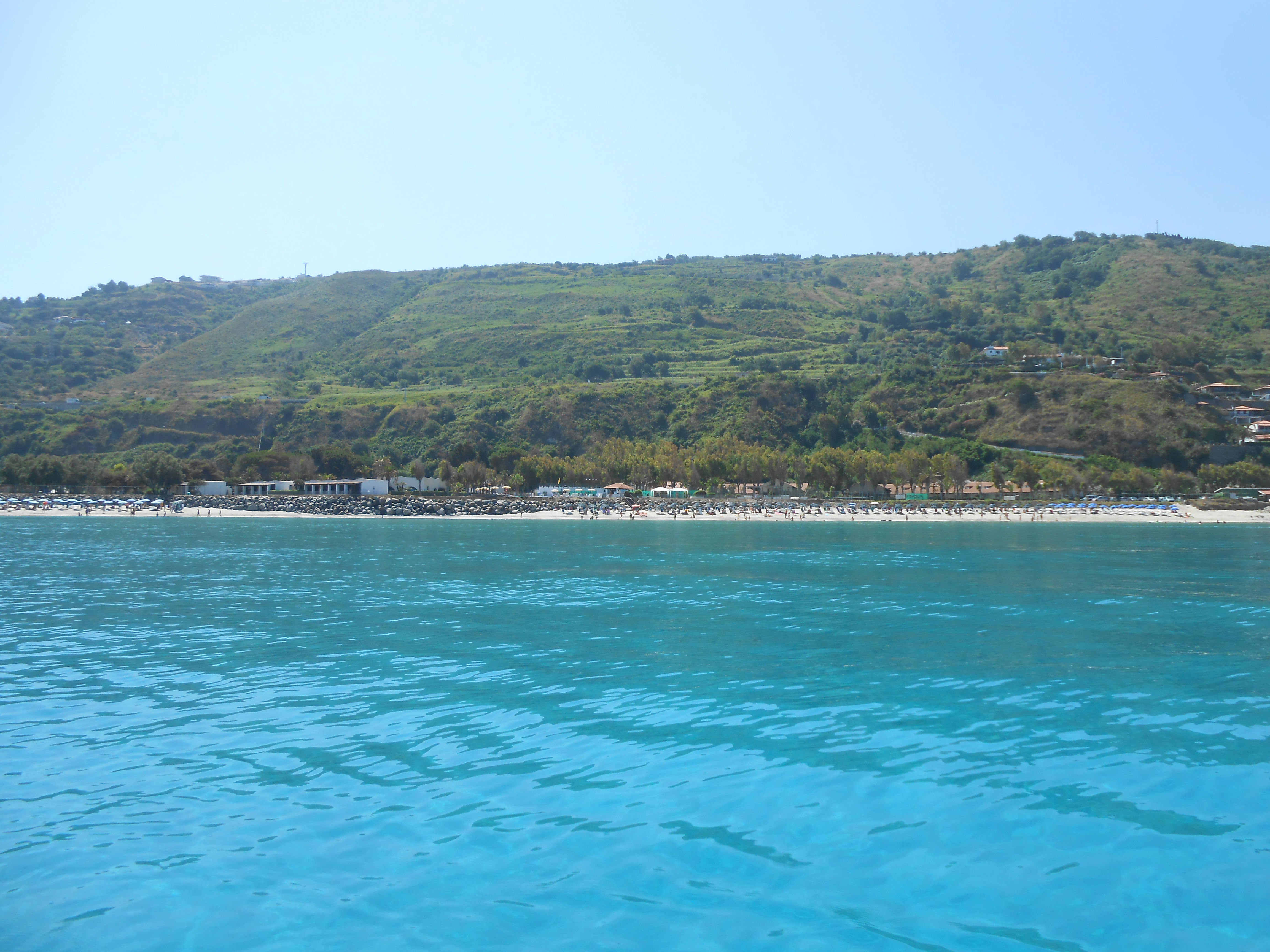
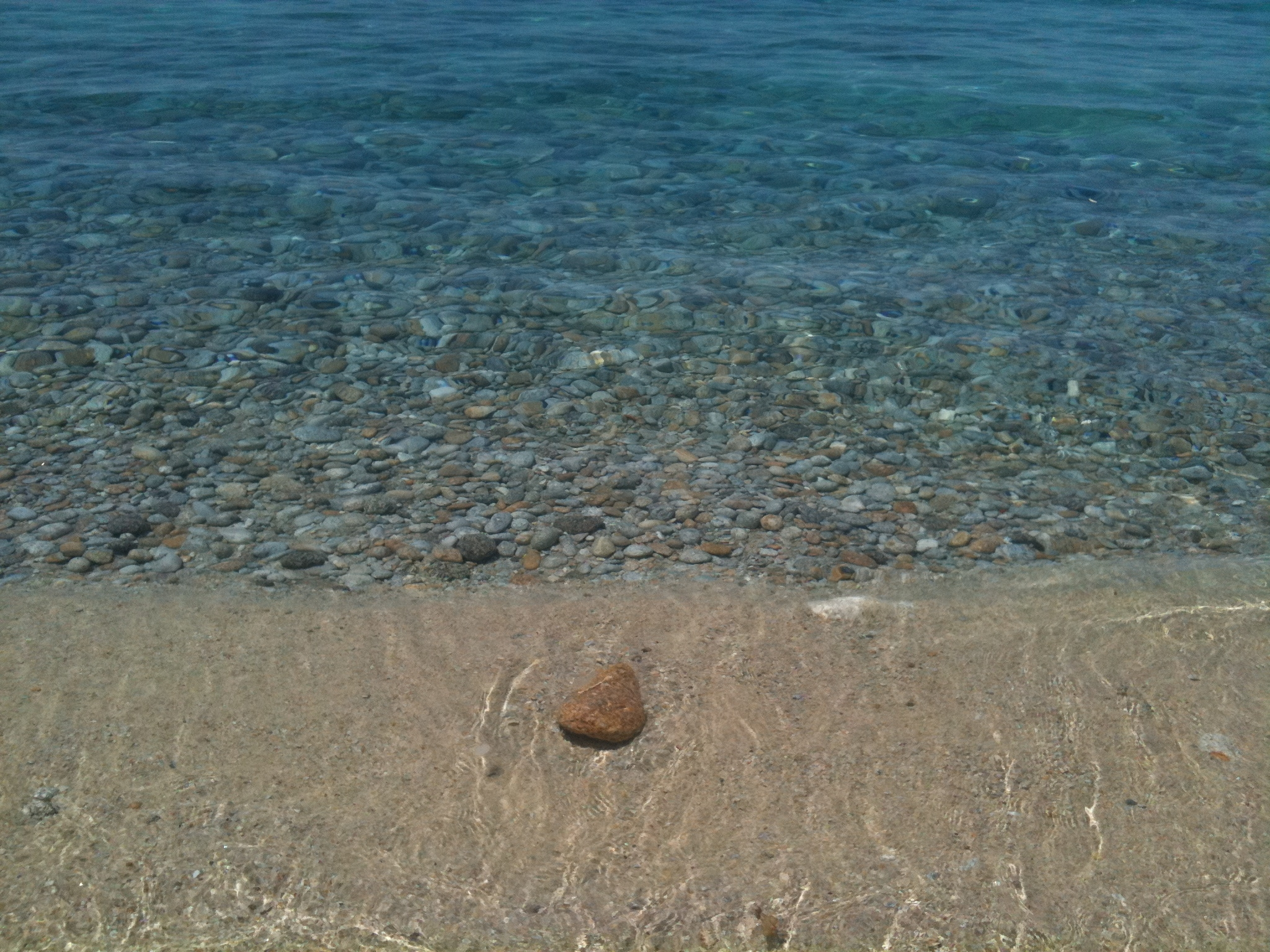